# 2022年至2023年德国足协杯
2022年至2023年德国足协杯（德語：DFB-Pokal 2022/23）是采取淘汰制的德国足协杯的第80届赛事。这项赛事由德国足球协会运营，它被视为继德国足球甲级联赛之后，德国足球第二重要的俱乐部锦标。共有64支球队参与本届赛事角逐，其中包括参加了去季德甲和德乙的所有俱乐部。六圈赛事定于2022年7月29日揭幕，至2023年6月3日结束，决赛将在柏林奥林匹克体育场举行，这座名副其实的中立场地自1985年以来一直承办决赛。本届赛事的卫冕冠军为德甲球队RB莱比锡，它们在去季决赛中通过点球大战以5比3击败了弗赖堡。
德国足协杯的优胜者将自动获得2023-24赛季欧洲联赛分组赛阶段的参赛资格。若优胜球队已通过德甲排名取得欧洲冠军联赛的参赛资格，那么该欧洲联赛资格将由德甲第六名球队获得，而德甲第七名球队将顺延参加欧洲协会联赛的第二轮资格赛。优胜球队还将在来赛季初主办2023年德国超级杯，并将对阵2022-23赛季德甲冠军。

## 赛制

### 参赛资格
德国足协杯是以64支球队开始角逐。去季德甲和德乙的全部36支球队，以及德丙的前四名球队自动获得参赛资格。剩余的名额中有21个给予各地区足球协会，即地区足协杯冠军。最后的3个名额，则给予三个拥有最多男子球队的地区协会，当前为巴伐利亚、下萨克森和威斯特法伦。其中下萨克森的名额是给予下萨克森杯亚军；而巴伐利亚及威斯特法伦的名额分别给予巴伐利亚地区联赛和威斯特法伦高级联赛中表现最好的业余俱乐部。由于每支球队都有权参加地方赛事以争取从各地足协杯突围，因此原则上每支球队都可以竞争德国足协杯。预备队不允许参赛，因此不会出现同一协会或组织有两支相同球队参赛的情况。

### 抽签
不同的轮次将按照如下规则进行抽签：
在第一轮，参赛球队将被分成两个档次的各32支球队。第一档包括通过地区杯赛晋级的球队、德丙联赛的前四名球队和德乙联赛的后四名球队。这一档次的每支球队都将被抽至对阵第二档次球队，后者包括所有剩余的职业球队。在此过程中，第一档球队将被设定为主场作战。
两档方案也适用于第二轮，晋级的德丙球队以及/或业余球队分为第一档，而其它晋级的职业球队则分在第二档。然而根据第一轮的结果，此时的分档并不需要具有相同的数量。一旦第一档出现空缺，剩余的对阵将在第二档球队中进行抽签，先被抽出的球队将进行主场作战。
对于再往后的轮次或决赛，将归为同一个档次进行抽签。任何晋级的德丙球队以及/或业余球队将成为主队——如果他们抽中的是职业球队。而在其他情况下，先被抽出的球队将进行主场作战。
决赛将在柏林奥林匹克体育场作为中立场地举行。首场半决赛的胜者会被视为“主队”，可优先选择出赛球衣。

### 比赛规则
比赛时间为90分钟，分为各45分钟的两个半场进行。若90分钟的常规比赛内战成平局，则需进行两个半场为期15分钟的加时赛；若加时赛仍未分出胜负，则需进行点球大战决胜。首先主罚点球的球队将通过掷硬币决定。每队共有7名球员允许出现在替补席，常规时间内最多可换3人。经IFBA于2016年批准后，作为试点项目的一部分，允许在加时赛使用第4个换人名额。从四分之一决赛开始，德国足协杯的所有比赛场次都将使用视频助理裁判（VAR）。尽管技术上可行，VAR却不会在四分之一决赛前用于德甲球队的主场比赛，以便为所有的比赛提供统一的方针。

### 红黄牌
若球员在赛事期间累计获得5张黄牌，则将在下一场比赛中停赛。若球员在单场比赛中累计两张黄牌被罚下场，也将在下一场比赛中停赛。若球员在单场比赛中被红牌罚下，则将视情况而定被禁赛至少一场。

### 冠军资格
德国足协杯的冠军将自动获得来季欧洲联赛分组赛阶段的参赛资格。如果它已通过德甲联赛的排名入围更高级别的欧洲冠军联赛，其资格将授予联赛第六名；而欧洲联赛第三轮资格赛的资格则顺延授予联赛第七名。足协杯冠军还将在来季初期获得德国超级杯的主办权，对阵去季德甲联赛冠军——除非同一支球队同时赢得德甲联赛和德国足协杯，实现双冠王。在这种情况下，其资格将授予德甲联赛亚军。

## 参赛球队
以下64支球队获得了本届德国足协杯的参赛资格：
| 德甲 18支球队来自2021–22赛季 | 德乙 18支球队来自2021–22赛季 | 德丙 前四名球队来自2021–22赛季 |
| - 奥格斯堡 - 柏林赫塔 - 柏林联 - 阿米尼亚比勒费尔德 - 波鸿足球俱乐部 - 普鲁士多特蒙德 - 和睦法兰克福 - 弗赖堡 - 格罗伊特菲尔特 - 霍芬海姆1899 - 科隆 - RB莱比锡 - 拜耳勒沃库森 - 美因茨05 - 普鲁士门兴格拉德巴赫 - 拜仁慕尼黑 - 斯图加特 - 沃尔夫斯堡 | - 厄尔士山奥厄 - 云达不来梅 - 达姆施塔特98 - 德累斯顿迪纳摩 - 福尔图娜杜塞尔多夫 - 汉堡 - 汉诺威96 - 海登海姆 - 因戈尔施塔特04 - 卡尔斯鲁厄 - 荷尔斯泰因基尔 - 纽伦堡 - 帕德博恩07 - 雅恩雷根斯堡 - 汉莎罗斯托克 - 桑德豪森 - 沙尔克04 - 圣保利 | - 马格德堡 - 和睦不伦瑞克 - 凯泽斯劳滕 - 慕尼黑1860 |
| 地区足协代表 21个地区足协的24支球队（主要）来自地区足协杯 | | |
| 巴登 - 瓦德霍夫曼海姆 巴伐利亚 - 伊勒蒂森(CW) - 拜罗伊特(LC) 柏林 - 维多利亚柏林 勃兰登堡 - 科特布斯能量 不来梅 - 不来梅 汉堡 - 条顿尼亚奥滕森 黑森 - 奥芬巴赫踢球者                                                                                  | 下莱茵 - 施特拉伦 下萨克森 - 黑白雷登(3L/RL) - 蓝白洛讷（Am.） 梅克伦堡-前波美拉尼亚 - 新施特雷利茨 中莱茵 - 维多利亚科隆 莱茵兰 - 恩格尔斯07 萨尔兰 - 埃尔沃斯贝格 萨克森 - 开姆尼茨                                                           | 萨克森-安哈尔特 - 韦尼格罗德团结 石勒苏益格-荷尔斯泰因 - 吕贝克 南巴登 - 上阿赫恩 西南 - 肖特美因茨 图林根 - 卡尔蔡斯耶拿 威斯特法伦 - 勒丁豪森（CW） - 卡恩-马林博恩（OL） 符腾堡 - 斯图加特踢球者 |

## 日程表

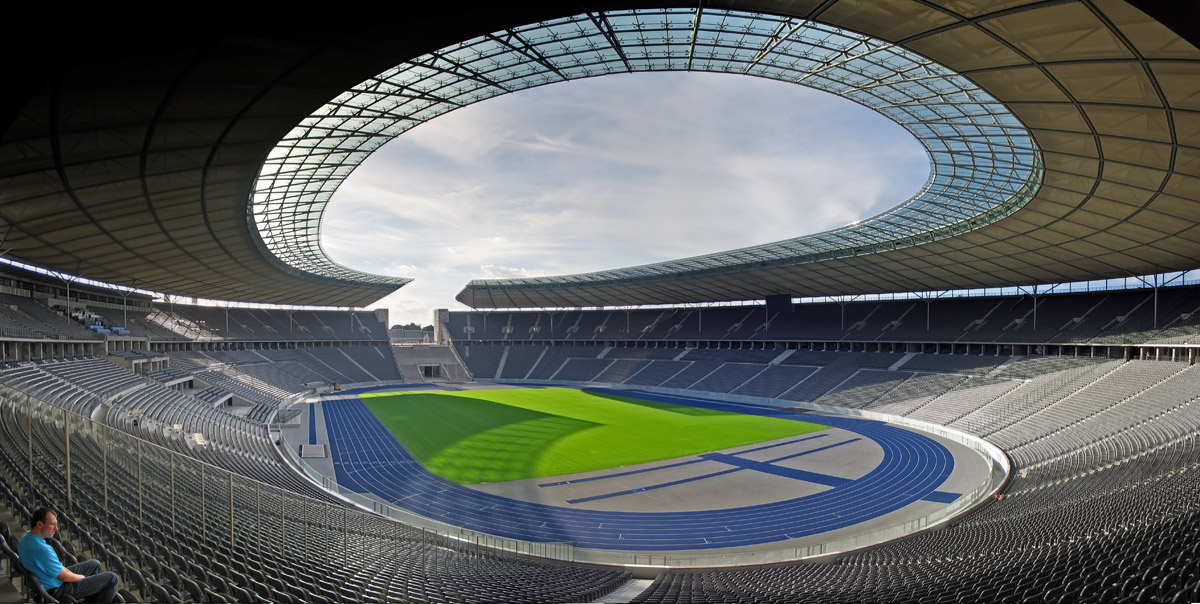
位于柏林的奥林匹克体育场将承办决赛

除非另有说明，所有抽签通常都于每一圈比赛后的周日傍晚18:00在多特蒙德的德国足球博物馆举行。德国电视一台的“体育纵览”栏目会对每轮抽签进行现场直播。
从2022-23赛季开始，德国足协杯的赛程将进行改革，减少同时进行的比赛，以提升电视转播的吸引力。这便包括第一圈赛事，有两场比赛将在该圈其他比赛结束一个月后的周二和周三进行；此外八分之一决赛也将分两周进行。
2022-23赛季的比赛轮次时间安排如下：
| 阶段         | 抽签日期       | 比赛日期                           |
| ------------ | -------------- | ---------------------------------- |
| 第一圈       | 2022年5月29月  | 2022年7月29日－8月1日、8月30－31日 |
| 第二圈       | 2022年9月4日   | 2022年10月18－19日                 |
| 八分之一决赛 | 2022年10月23日 | 2023年1月31日－2月1日、2月7－8日   |
| 四分之一决赛 | 2023年2月12日  | 2023年4月4－5日                    |
| 半决赛       | 2023年4月9日   | 2023年5月2－3日                    |
| 决赛         | 2023年4月9日   | 2023年6月3日于柏林奥林匹克体育场   |

## 电视转播
与去季一样，德国足协杯的所有比赛均在付费电视频道天空德国中直播。此外，共有15场比赛可以在德國公共廣播聯盟（ARD）旗下的德国电视一台和二台中免费观看。

## 比赛
总共将进行63场比赛，从2022年7月29日的第一圈开始，到2023年6月3日在柏林奥林匹克体育场举行的决赛为止。
2022年10月29日之前和2023年3月26日之后的时间为欧洲中部夏令时间（UTC+2）。2022年10月30日至2023年3月25日的时间为欧洲中部时间（UTC+1）。

### 第一圈
第一圈抽签仪式于2022年5月29日的19:30，即“体育纵览”栏目的播出时段在多特蒙德的德国足球博物馆举行。仪式由前德国国脚担任抽签嘉宾，而德国足协时任副主席彼得·弗里穆特则担任开签人。32场比赛中的30场将于2022年7月29日至8月1日举行，涉及2022年德国超级杯（7月30日举行）参赛者的其余两场比赛则延后至2022年8月30日至31日举行。
| 2022年7月29日 | 新施特雷利茨 | 0–8  | 卡尔斯鲁厄                                                                 | 新施特雷利茨                                              |
| 18:01         |              | 報告 | - 施罗伊塞纳 12', 14', 41' - 67' - 巴特马兹 72' - 戈登 73' - 拉普 82', 87' | 場館： 公园体育场 入場人數： 5,000 ： 康拉德·奥尔德哈费尔 |

| 2022年7月29日 | 卡恩-马林博恩 | 0–2  | 纽伦堡               | 锡根                                                    |
| 18:01         |               | 報告 | - 45' - 瓦伦蒂尼 84' | 場館： 莱姆巴赫体育场 入場人數： 8,000 ： 罗伯特·坎普卡 |

| 2022年7月29日 | 德累斯顿迪纳摩 | 0–1  | 斯图加特       | 德累斯顿                                                              |
| 18:01         |                | 報告 | 楚尔里诺夫 33' | 場館： 鲁道夫·哈比希体育场 入場人數： 22,644 ： 弗洛里安·巴德施蒂布纳 |

| 2022年7月29日 | 慕尼黑1860 | 0–3  | 普鲁士多特蒙德                 | 慕尼黑                                                         |
| 20:45         |            | 報告 | - 马伦 8' - 31' - 阿德耶米 35' | 場館： 市立绿森林街畔体育场 入場人數： 15,000 ： 本亚明·布兰德 |

| 2022年7月30日 | 维多利亚柏林 | 0–3  | 波鸿                       | 柏林                                                                        |
| 13:01         |              | 報告 | - 18' - 浅野拓磨 22' - 65' | 場館： 弗里德里希·路德维希·雅恩体育公园 入場人數： 5,573 ： 帕特里克·阿尔特 |

| 2022年7月30日 | 施特拉伦                               | 3–4  | 圣保利                                    | 杜伊斯堡                                                |
| 13:01         | - 维卡里奥 19', 80' - 恩斯米里马纳 42' | 報告 | - 史密斯 26' - 梅迪奇 40', 90' - 奥托 62' | 場館： 绍因斯兰旅游竞技场 入場人數： 5,874 ： 汤姆·鲍尔 |

| 2022年7月30日 | 埃尔沃斯贝格                                                 | 4–3  | 拜耳勒沃库森              | 施皮森-埃尔沃斯贝格                                         |
| 15:31         | - 罗切尔特 2' - 科菲 17'（） - 施内尔巴赫尔 37' - 康拉德 74' | 報告 | - 赫洛热克 5' - 30' - 89' | 場館： 帝王椴乌萨医药竞技场 入場人數： 7,500 ： 马丁·彼得森 |

| 2022年7月30日                                        | 雅恩雷根斯堡                | 2–2 (加時) (4–3 )                              | 科隆                 | 雷根斯堡                                               |
| 15:31                                                | - 阿尔贝斯 18' - 奥武苏 27' | 報告                                           | - 28' - 柳比契奇 63' | 場館： 雅恩体育场 入場人數： 13,236 ： 菲利克斯·布里希 |
|                                                      |                             |                                                |                      |                                                        |
| - 马克里迪斯 - 塔尔哈默 - 扎勒 - 耶尔德勒姆 - 金贝尔 |                             | - 柳比契奇 - 沙博 - 迈纳 - 蒂尔曼 - 埃希齐布埃 |                      |                                                        |

| 2022年7月30日 | 伊勒蒂森 | 0–2  | 海登海姆                | 伊勒蒂森                                            |
| 15:31         |          | 報告 | - 迈因卡 57' - 贝克 80' | 場館： 弗林体育场 入場人數： 3,500 ： 马尔科·弗里茨 |

| 2022年7月30日 | 吕贝克       | 1–0  | 汉莎罗斯托克 | 吕贝克                                                     |
| 15:31         | 居屈希林 78' | 報告 |              | 場館： 植鞣磨坊体育场 入場人數： 10,351 ： 阿尔内·阿尔宁克 |

| 2022年7月30日 | 拜罗伊特     | 1–3 (加時) | 汉堡                                  | 拜罗伊特                                                             |
| 15:31         | 黑默里希 16' | 報告       | - 柯尼希斯多费尔 83', 111' - 松劳 97' | 場館： 汉斯·瓦尔特·维尔德体育场 入場人數： 14,700 ： 米夏埃尔·巴赫尔 |

| 2022年7月30日 | 韦尼格罗德团结 | 0–10 | 帕德博恩07                                                                                 | 韦尼格罗德                                                  |
| 15:31         |                | 報告 | - 尤斯特凡 7', 46' - 莱佩茨 10', 58' - 皮林格 40', 50', 53', 90' - 斯尔贝尼 49' - 塔奇 67' | 場館： 韦尼格罗德体育广场 入場人數： 3,000 ： 里夏德·亨佩尔 |

| 2022年7月30日 | 斯图加特踢球者             | 2–0  | 格罗伊特菲尔特 | 斯图加特                                              |
| 18:01         | - 扎加利亚 9' - 布赖格 89' | 報告 |                | 場館： 瓦道加齐体育场 入場人數： 7,500 ： 蒂莫·格拉赫 |

| 2022年7月30日 | 奥芬巴赫踢球者 | 1–4  | 福尔图娜杜塞尔多夫                                                                       | 奥芬巴赫                                              |
| 18:01         | 莱默 57'       | 報告 | - zh-hans:霍夫曼;zh-hk:荷夫文;zh-hant:霍夫曼; 33' - 莱默 54'（乌龙球） - 京切克 71', 79' | 場館： 比贝尔山麓体育场 入場人數： 16,620 ： Benjamin |

| 2022年7月30日 | 卡尔蔡斯耶拿 | 0–1  | 沃尔夫斯堡     | 耶拿                                                         |
| 18:01         |              | 報告 | 马尔穆什 90+2' | 場館： 恩斯特·阿贝运动场 入場人數： 6,100 ： 弗洛里安·赫夫特 |

| 2022年7月31日 | 黑白雷登 | 0–4  | 桑德豪森                                    | 雷登                                                      |
| 13:01         |          | 報告 | - 巴赫曼 23', 45' - 库图库 32' - 日罗夫 51' | 場館： 雷登森林运动场 入場人數： 1,500 ： 弗洛里安·莱希纳 |

| 2022年7月31日 | 不来梅 | 0–5  | 沙尔克04                                                                  | 奥尔登堡                                                     |
| 13:01         |        | 報告 | - 萨拉萨尔 3' - 德雷克斯勒 12', 33' - 基米克 39'（乌龙球） - 卡明斯基 83' | 場館： 行军路体育场 入場人數： 10,000 ： 帕特里克·汉斯尔鲍尔 |

| 2022年7月31日 | 凯泽斯劳滕 | 1–2 (加時) | 弗赖堡                     | 凯泽斯劳滕                                                        |
| 15:31         | 里特 33'   | 報告       | - 绍洛伊 82' - 堂安律 111' | 場館： 弗里茨·瓦尔特体育场 入場人數： 38,317 ： 约尔格·雅布隆斯基 |

| 2022年7月31日 | 上阿赫恩   | 1–9  | 普鲁士门兴格拉德巴赫                                                | 弗赖堡                                                   |
| 15:31         | 胡贝尔 61' | 報告 | - 2', 22', 36' - 37', 45+3' - 本塞拜尼 45' - 47' - 斯卡利 59' - 78' | 場館： 德赖萨姆体育场 入場人數： 13,558 ： 尼古拉斯·温特 |

| 2022年7月31日 | 蓝白洛讷 | 0–4  | 奥格斯堡                                     | 洛讷                                                                |
| 15:31         |          | 報告 | - 51' - 延森 69' - 尼德莱希纳 81' - 马隆 89' | 場館： 海因茨·德特默体育场 入場人數： 5,000 ： 斯文·瓦希茨基-京特尔 |

| 2022年7月31日 | 肖特美因茨 | 0–3  | 汉诺威96                                                 | 美因茨                                                      |
| 15:31         |            | 報告 | - 阿尔巴赫 36'（乌龙球） - 拜尔 42' - 哈斯 50'（乌龙球） | 場館： 布鲁赫径体育场 入場人數： 3,000 ： 弗洛里安·埃克斯纳 |

| 2022年7月31日 | 恩格尔斯07 | 1–7  | 阿米尼亚比勒费尔德                                                 | 科布伦茨                                                    |
| 15:31         | 卡普 54'   | 報告 | - 塞拉 9', 70' - 24', 50' - 奧川雅也 56' - 拉斯梅 86' - 哈克 90+1' | 場館： 上韦特体育场 入場人數： 3,558 ： 沃尔夫冈·哈塞尔贝格 |

| 2022年7月31日 | 勒丁豪森 | 0–2 (加時) | 霍芬海姆1899                  | 勒丁豪森                                                  |
| 15:31         |          | 報告       | - 卡巴克 115' - 普勒梅尔 118' | 場館： 黑克尔-维恩体育场 入場人數： 10,000 ： 罗宾·布劳恩 |

| 2022年7月31日                                                | 和睦不伦瑞克                                             | 4–4 (加時) (6–5 ) | 柏林赫塔                           | 不伦瑞克                                               |
| 18:01                                                        | - 贝伦特 63'（） - 劳贝尔巴赫 66' - 佩莱 91' - 亨宁 118' | 報告              | - 10' - 马乌利达 42' - 103' - 106' | 場館： 和睦体育场 入場人數： 14,126 ： 托比亚斯·施蒂勒 |
|                                                              |                                                          |                   |                                    |                                                        |
| - 佩莱 - 马克斯 - 尼古拉奥 - 东克尔 - 贝伦特 - 克劳瑟 - 亨宁 |                                                          | - 厄朱克 - 松季奇 |                                    |                                                        |

| 2022年7月31日 | 厄尔士山奥厄 | 0–3  | 美因茨05                                | 奥厄                                                     |
| 18:01         |              | 報告 | - 41' - 布格佐格 70' - 英瓦尔森 78'（） | 場館： 厄尔士山体育场 入場人數： 15,500 ： 德尼兹·艾泰金 |

| 2022年7月31日                            | 瓦德霍夫曼海姆 | 0–0 (加時) (5–3 )                   | 荷尔斯泰因基尔 | 曼海姆                                                      |
| 18:01                                    |                | 報告                                |                | 場館： 卡尔·本茨体育场 入場人數： 13,137 ： 托比亚斯·赖歇尔 |
|                                          |                |                                     |                |                                                             |
| - 巴恩 - 罗西帕尔 - 鲁索 - 索姆 - 瓦格纳 |                | - 厄拉斯 - 科蒙达 - 舒尔茨 - 弗里特 |                |                                                             |

| 2022年8月1日 | 开姆尼茨 | 1–2 (加時) | 柏林联              | 开姆尼茨                                                    |
| 18:01        | 穆勒 62' | 報告       | - 64' - 贝伦斯 114' | 場館： 格勒特街畔体育场 入場人數： 13465 ： 巴斯蒂安·丹克特 |

| 2022年8月1日 | 科特布斯能量 | 1–2  | 云达不来梅         | 科特布斯                                             |
| 18:01        | 海克 79'     | 報告 | - 施密德 43' - 73' | 場館： 友谊体育场 入場人數： 20,078 ： 丹尼尔·西伯特 |

| 2022年8月1日 | 因戈尔施塔特04 | 0–3  | 达姆施塔特98                         | 因戈尔施塔特                                          |
| 18:01        |                | 報告 | - 蒂茨 15' - 肯佩 42'（） - 瓦明 84' | 場館： 奥迪体育公园 入場人數： 5,298 ： 罗伯特·哈特曼 |

| 2022年8月1日 | 马格德堡 | 0–4  | 和睦法兰克福                            | 马格德堡                                               |
| 20:45        |          | 報告 | - 鎌田大地 4', 59' - 林斯特伦 31' - 90' | 場館： MDCC竞技场 入場人數： 26,350 ： 菲利克斯·茨瓦尔 |

| 2022年8月30日 | 条顿尼亚奥滕森 | 0–8  | RB莱比锡                                     | 德绍                                                            |
| 20:45         |                | 報告 | - 19', 20', 43' - 40', 53' - 56' - 77' - 80' | 場館： 保罗·格赖夫楚体育场 入場人數： 13,084 ： 哈尔姆·奥斯默斯 |

| 2022年8月31日 | 维多利亚科隆 | 0–5  | 拜仁慕尼黑                                                             | 科隆                                                         |
| 20:45         |              | 報告 | - 赫拉芬贝赫 35' - 特尔 45+1' - 马内 53' - 穆西亚拉 67' - 戈雷茨卡 82' | 場館： 莱茵能源体育场 入場人數： 50,000 ： 马蒂亚斯·约伦贝克 |

### 第二圈
第二圈抽签仪式于2022年9月4日的17:10在德国电视二台的演播室举行。仪式由残疾人游泳运动员约西亚·托普夫担任抽签嘉宾，而德国足协时任主席贝恩德·诺伊恩多夫则担任开签人。全部十六场比赛将于2022年10月18日至19日举行。
| 2022年10月18日 | 吕贝克 | 0–3  | 美因茨05                                 | 吕贝克                                                |
| 18:00          |        | 報告 | - 哈克 16' - 英瓦尔森 43' - 巴尔科克 88' | 場館： 植鞣磨坊体育场 入場人數： 9,974 ： 罗宾·布劳恩 |

| 2022年10月18日 | 斯图加特踢球者 | 0–2  | 和睦法兰克福                       | 斯图加特                                                 |
| 18:00          |                | 報告 | - 科洛·穆瓦尼 11' - 斯莫尔契奇 17' | 場館： 瓦道加齐体育场 入場人數： 10,000 ： 德尼兹·艾泰金 |

| 2022年10月18日 | 瓦德霍夫曼海姆 | 0–1  | 纽伦堡               | 曼海姆                                                        |
| 18:00          |                | 報告 | 戈尔克 63'（乌龙球） | 場館： 卡尔·本茨体育场 入場人數： 15,000 ： 克里斯蒂安·丁格特 |

| 2022年10月18日 | RB莱比锡                      | 4–0  | 汉堡体育俱乐部 | 莱比锡                                               |
| 18:00          | - 33', 36' - 西马康 69' - 81' | 報告 |                | 場館： 红牛竞技场 入場人數： 44,787 ： 本亚明·科图斯 |

| 2022年10月18日 | 埃尔沃斯贝格 | 0–1  | 波鸿 | 施皮森-埃尔沃斯贝格                                                    |
| 20:45          |              | 報告 | 85'  | 場館： 帝王椴乌萨医药竞技场 入場人數： 6,911 ： 斯文·瓦施尼茨基-京特尔 |

| 2022年10月18日 | 和睦不伦瑞克   | 1–2  | 沃尔夫斯堡                   | 不伦瑞克                                             |
| 20:45          | 穆尔特豪普 40' | 報告 | - 斯万贝里 8' - 卡明斯基 65' | 場館： 和睦体育场 入場人數： 22,000 ： 丹尼尔·施拉格 |

| 2022年10月18日 | 霍芬海姆1899                              | 5–1  | 沙尔克04       | 辛斯海姆                                                     |
| 20:45          | - 达布尔 5', 43' - 16' - 卡巴克 51' - 63' | 報告 | 德雷克斯勒 69' | 場館： 普瑞泽柔竞技场 入場人數： 15,633 ： 马蒂亚斯·约伦贝克 |

| 2022年10月18日 | 达姆施塔特98            | 2–1  | 普鲁士门兴格拉德巴赫 | 达姆施塔特                                                       |
| 20:45          | - 蒂茨 23' - 塞德尔 79' | 報告 | 48'                  | 場館： 博伦法尔门畔默克体育场 入場人數： 15,850 ： 罗伯特·施罗德 |

| 2022年10月19日 | 汉诺威96 | 0–2  | 普鲁士多特蒙德                      | 汉诺威                                                          |
| 18:00          |          | 報告 | - 阿雷-姆比 11'（乌龙球） - 71'（） | 場館： 海因茨·冯海登竞技场 入場人數： 49,000 ： 斯文·雅布隆斯基 |

| 2022年10月19日 | 弗赖堡         | 2–1 (加時) | 圣保利       | 弗赖堡                                                     |
| 18:00          | - 90+3' - 119' | 報告       | - 达施纳 42' | 場館： 欧洲公园体育场 入場人數： 33,000 ： 菲利克斯·布里希 |

| 2022年10月19日                                      | 桑德豪森                               | 2–2 (加時) (8–7 )                                                  | 卡尔斯鲁厄                            | 桑德豪森                                                 |
| 18:00                                               | - 安布罗修斯 8'（乌龙球） - 日罗夫 44' | 報告                                                               | - 瓦尼切克 58'（） - 布赖特豪普特 72' | 場館： 哈特森林BWT体育场 入場人數： 8,644 ： 马丁·彼得森 |
|                                                     |                                        |                                                                    |                                       |                                                          |
| - 苏库 - 帕佩拉 - 巴赫曼 - 里茨迈尔 - 杜米奇 - 赫恩 |                                        | - 瓦尼切克 - 海泽 - 布赖特豪普特 - 拉普 - 考夫曼 - 崔景禄 - 弗朗克 |                                       |                                                          |

| 2022年10月19日                                   | 帕德博恩07              | 2–2 (加時) (5–4 )   | 云达不来梅  | 帕德博恩                                                 |
| 18:00                                            | - 普拉特 22' - 康特 42' | 報告                | - 65' - 84' | 場館： 豪华家竞技场 入場人數： 15,000 ： 弗兰克·维伦博格 |
|                                                  |                         |                     |             |                                                          |
| - 莱佩茨 - 尤斯特凡 - 穆斯利亚 - 斯尔贝尼 - 塔奇 |                         | - 施密特 - 格鲁耶夫 |             |                                                          |

| 2022年10月19日 | 奥格斯堡                               | 2–5  | 拜仁慕尼黑                                                      | 奥格斯堡                                              |
| 20:45          | - 彼泽森 9' - 于帕梅卡诺 65'（乌龙球） | 報告 | - 舒波-莫廷 27', 59' - 基米希 53' - 穆西亚拉 74' - 戴维斯 90+1' | 場館： WWK竞技场 入場人數： 30,660 ： 巴斯蒂安·丹克特 |

| 2022年10月19日 | 斯图加特                                                           | 6–0  | 阿米尼亚比勒费尔德 | 斯图加特                                                      |
| 20:45          | - 20' - 远藤航 24' - 普法伊费尔 29', 52' - 西拉斯 39' - 吉拉西 67' | 報告 |                    | 場館： 梅赛德斯-奔驰竞技场 入場人數： 50,000 ： 罗伯特·哈特曼 |

| 2022年10月19日 | 柏林联                   | 2–0  | 海登海姆 | 柏林                                                               |
| 20:45          | - 普哈奇 7' - 米歇尔 52' | 報告 |          | 場館： 老林务所畔体育场 入場人數： 20,500 ： 弗洛里安·巴德施蒂布纳 |

| 2022年10月19日 | 雅恩雷根斯堡 | 0–3  | 福尔图娜杜塞尔多夫        | 雷根斯堡                                          |
| 20:45          |              | 報告 | - 5' - 16' - 伊约哈 45+1' | 場館： 雅恩体育场 入場人數： 7,892 ： 蒂莫·格拉赫 |

### 八分之一决赛
八分之一决赛抽签仪式于2022年10月23日的19:15在德国电视一台的演播室举行。仪式由女足第七级联赛日耳曼尼亚洛豪泽霍尔茨-达贝格的球员玛利亚·阿斯奈默担任抽签嘉宾——这位业余女足运动员在33场比赛中射入93球，是上季德国足协所有赛事中的最佳射手；而时任德国国家足球队领队的则担任开签人。全部八场比赛将分别于2023年1月31日至2月1日，以及2月7日至8日举行。
| 2023年1月31日 | 帕德博恩07     | 1–2  | 斯图加特                    | 帕德博恩                                               |
| 18:00         | - 4'（乌龙球） | 報告 | - 迪亚斯 86' - 吉拉西 90+5' | 場館： 豪华家竞技场 入場人數： 14,000 ： 丹尼尔·施拉格 |

| 2023年1月31日 | 柏林联                    | 2–1  | 沃尔夫斯堡 | 柏林                                                       |
| 20:45         | - 克诺赫 12' - 贝伦斯 79' | 報告 | - 5'       | 場館： 老林务所畔体育场 入場人數： 22,012 ： 萨沙·斯特格曼 |

| 2023年2月1日 | RB莱比锡         | 3–1  | 霍芬海姆1899 | 莱比锡                                                   |
| 18:00        | - 8' - 41' - 83' | 報告 | - 76'        | 場館： 红牛竞技场 入場人數： 34,822 ： 克里斯蒂安·丁格特 |

| 2023年2月1日 | 美因茨05 | 0–4  | 拜仁慕尼黑                                             | 美因茨                                               |
| 20:45        |          | 報告 | - 舒波-莫廷 17' - 穆西亚拉 30' - 萨内 44' - 戴维斯 83' | 場館： 美瓦竞技场 入場人數： 33,305 ： 德尼兹·艾泰金 |

| 2023年2月7日 | 桑德豪森 | 0–2  | 弗赖堡                      | 桑德豪森                                                    |
| 18:00        |          | 報告 | - 林哈特 87' - 彼得森 90+5' | 場館： 哈特森林BWT体育场 入場人數： 11,782 ： 马尔科·弗里茨 |

| 2023年2月7日 | 和睦法兰克福                   | 4–2  | 达姆施塔特98      | 法兰克福                                                   |
| 20:45        | - 6', 90' - 44' - 鎌田大地 62' | 報告 | - 洪萨克 29', 31' | 場館： 德意志银行公园 入場人數： 49,500 ： 菲利克斯·茨瓦尔 |

| 2023年2月8日               | 纽伦堡       | 1–1 (加時) (5–3 )                | 福尔图娜杜塞尔多夫 | 纽伦堡                                                            |
| 18:00                      | - 杜曼 90+3' | 報告                             | - 33'              | 場館： 马克斯·莫洛克体育场 入場人數： 26,000 ： 马蒂亚斯·约伦贝克 |
|                            |              |                                  |                    |                                                                   |
| - 杜曼 - 贾迈拉 - 舒拉诺夫 |              | - 卡斯滕迈尔 - 克拉雷尔 - 尼米奇 |                    |                                                                   |

| 2023年2月8日 | 波鸿             | 1–2  | 普鲁士多特蒙德 | 波鸿                                                           |
| 20:45        | - 施特格 64'（） | 報告 | - 45' - 70'    | 場館： 福诺菲亚鲁尔体育场 入場人數： 26,000 ： 托比亚斯·施蒂勒 |

### 四分之一决赛
四分之一决赛抽签仪式于2023年2月19日的19:15在德国电视一台的演播室举行。仪式由德国女足国脚雅克利娜·迈斯纳担任抽签嘉宾，而德国足协时任副主席彼得·弗里穆特则担任开签人。全部四场比赛将于2023年4月4日至5日举行。
| 2023年4月4日 | 和睦法兰克福 | 2–0  | 柏林联 | 法兰克福                                                   |
| 18:00        | 11', 12'     | 報告 |        | 場館： 德意志银行公园 入場人數： 50,000 ： 巴斯蒂安·丹克特 |

| 2023年4月4日 | 拜仁慕尼黑     | 1–2  | 弗赖堡                         | 慕尼黑                                                 |
| 20:45        | 于帕梅卡诺 19' | 報告 | - 赫夫勒 27' - Höler 90+5'（） | 場館： 安联竞技场 入場人數： 75,000 ： 哈尔姆·奥斯默斯 |

| 2023年4月5日 | 纽伦堡 | 0–1  | 斯图加特 | 纽伦堡                                                        |
| 18:00        |        | 報告 | 米约 83' | 場館： 马克斯·莫洛克体育场 入場人數： 50,000 ： 丹尼尔·西伯特 |

| 2023年4月5日 | RB莱比锡      | 2–0  | 普鲁士多特蒙德 | 莱比锡                                                 |
| 20:45        | - 22' - 90+8' | 報告 |                | 場館： 红牛竞技场 入場人數： 47,069 ： 菲利克斯·布里希 |

### 半决赛
半决赛抽签仪式于2023年4月9日的18:00在德国电视一台的演播室举行。仪式由时任德国国家手球队主教练的阿尔弗雷德·吉斯拉松担任抽签嘉宾，而德国足协大使则担任开签人。全部两场比赛将于2023年5月2日至3日举行。
| 2023年5月2日 | 弗赖堡 | 1–5  | RB莱比锡                             | 弗赖堡                                                     |
| 20:45        | 75'    | 報告 | - 13' - 14' - 37', 90+7'（） - 45+1' | 場館： 欧洲公园体育场 入場人數： 34,700 ： 斯文·雅布隆斯基 |

| 2023年5月3日 | 斯图加特                | 2–3  | 和睦法兰克福                          | 斯图加特                                                      |
| 20:45        | - 托马斯 19' - 米约 83' | 報告 | - 恩迪卡 51' - 鎌田大地 55' - 77'（） | 場館： 梅赛德斯-奔驰竞技场 入場人數： 47,500 ： 丹尼尔·施拉格 |

### 决赛
决赛于2023年6月3日在柏林的奥林匹克体育场举行。
| RB莱比锡    | 2–0  | 和睦法兰克福 |
| ----------- | ---- | ------------ |
| - 71' - 85' | 報告 |              |

## 射手榜
最後更新：2023年5月3日
| 排名 | 球员                | 俱乐部               | 入球 |
| ---- | ------------------- | -------------------- | ---- |
| 1    | 法國                | 和睦法兰克福         | 6    |
| 2    | 德国                | RB莱比锡             | 5    |
| 3    | 鎌田大地            | 和睦法兰克福         | 4    |
| 3    | 馬文·皮林格         | 帕德博恩07           | 4    |
| 5    | 马克西姆·舒波-莫廷  | 拜仁慕尼黑           | 3    |
| 5    | 多米尼克·德雷克斯勒 | 沙尔克04             | 3    |
| 5    | 贾马尔·穆西亚拉     | 拜仁慕尼黑           | 3    |
| 5    | 法比安·施罗伊塞纳   | 卡尔斯鲁厄           | 3    |
| 5    | 法國                | 普鲁士门兴格拉德巴赫 | 3    |
| 10   | 共35人              | 共35人               | 2    |